# جد گریف
جد گریف (به انگلیسی: Jed Graef) (زادهٔ ۱ مهٔ ۱۹۴۲) شناگر اهل ایالات متحده آمریکا است.